# شهرستان اولاگانسکی
شهرستان اولاگانسکی (به لاتین: Ulagansky District) یک شهرستان در روسیه است که در جمهوری آلتای واقع شده‌است.